# Arcyophora somnambula
Arcyophora somnambula är en fjärilsart som beskrevs av Felix Bryk 1913. Arcyophora somnambula ingår i släktet Arcyophora och familjen trågspinnare. Inga underarter finns listade i Catalogue of Life.